# Sybilla z Normandii
Sybilla z Normandii (ur. ok. 1092 w Domfront w Normandii, zm. 13 lipca 1122 na wyspie Eilean nam Ban w Loch Tay) – królowa Szkocji w latach 1107–1122, nieślubna córka króla Anglii i księcia Normandii Henryka I Beauclerca i lady Sybil Corbet.
Ok. 1107 r. poślubiła króla Szkocji Aleksandra I (ok. 1078 - 23 kwietnia 1124), syna króla Malcolma III i św. Małgorzaty, córki Edwarda Wygnańca. Małżeństwo to nie doczekało się potomstwa.
Zmarła w 1122 r. na niewielkiej wysepce Eilean nam Ban (lub Eilean nan Bannoamh, en. Isle of the female saints, pl. Wyspa świętych kobiet) położonej na jeziorze Loch Tay. Aleksander I ufundował tam później opactwo. Sybilla została pochowana w opactwie Dumfermline.